# Марго Піно
Марго Піно (6 січня 1994 , Безансон ) — французька дзюдоїстка, олімпійська чемпіонка 2020 року, чемпіонка Європи та Європейських ігор, призерка чемпіонатів світу та Європи.

## Спортивні результати на міжнародних змаганнях

### Виступи на Олімпіадах
| Змагання                    | Місце проведення | Вагова категорія | Місце  |
| --------------------------- | ---------------- | ---------------- | ------ |
| Літні Олімпійські ігри 2020 | Токіо, Японія    | до 70 кг         | 9      |
| Літні Олімпійські ігри 2020 | Токіо, Японія    | змішана команда  | Золото |

### Виступи на Чемпіонатах світу
| Змагання                     | Місце проведення    | Вагова категорія | Місце       |
| ---------------------------- | ------------------- | ---------------- | ----------- |
| Чемпіонат світу з дзюдо 2017 | Будапешт, Угорщина  | до 63 кг         | 1/8 фіналу  |
| Чемпіонат світу з дзюдо 2019 | Токіо, Японія       | до 70 кг         | Бронза      |
| Чемпіонат світу з дзюдо 2019 | Токіо, Японія       | змішана команда  | Срібло      |
| Чемпіонат світу з дзюдо 2022 | Ташкент, Узбекистан | до 70 кг         | 1/16 фіналу |
| Чемпіонат світу з дзюдо 2022 | Ташкент, Узбекистан | змішана команда  | Срібло      |

### Виступи на Чемпіонатах Європи
| Змагання                      | Місце проведення    | Вагова категорія | Місце  |
| ----------------------------- | ------------------- | ---------------- | ------ |
| Чемпіонат Європи з дзюдо 2017 | Варшава, Польща     | до 63 кг         | Срібло |
| Чемпіонат Європи з дзюдо 2020 | Прага, Чехія        | до 70 кг         | Золото |
| Чемпіонат Європи з дзюдо 2021 | Лісабон, Португалія | до 70 кг         | Срібло |
| Чемпіонат Європи з дзюдо 2022 | Софія, Болгарія     | до 70 кг         | Бронза |

### Виступи на Європейських іграх
| Змагання              | Місце проведення | Вагова категорія | Місце  |
| --------------------- | ---------------- | ---------------- | ------ |
| Європейські ігри 2019 | Мінськ, Білорусь | до 70 кг         | Золото |